# Liste der Biografien/Uj
Liste der Biografien |
Portal Biografien |
Personensuche
# |
A |
B |
C |
D |
E |
F |
G |
H |
I |
J |
K |
L |
M |
N |
O |
P |
Q |
R |
S |
T |
U |
V |
W |
X |
Y |
Z |
?
 
Ua |
Ub |
Uc |
Ud |
Ue |
Uf |
Ug |
Uh |
Ui |
Uj |
Uk |
Ul |
Um |
Un |
Uo |
Up |
Uq |
Ur |
Us |
Ut |
Uu |
Uv |
Uw |
Ux |
Uy |
Uz
Die Liste der Biografien führt alle Personen auf, die in der deutschsprachigen Wikipedia einen Artikel haben. Dieses ist eine Teilliste mit 23 Einträgen von Personen, deren Namen mit den Buchstaben „Uj“ beginnt.

## Uj

### Uja
- Ujah, Anthony (* 1990), nigerianischer Fußballspieler
- Ujah, Chijindu (* 1994), britischer Sprinter
- Ujakpor, Mark (* 1987), spanischer Sprinter
- Ujazdowski, Kazimierz Michał (* 1964), polnischer Politiker, Mitglied des Sejm, MdEP

### Ujc
- Ujčík, Viktor (* 1972), tschechischer Eishockeyspieler

### Uje
- Ujejski, Kornel (1823–1897), polnischer Schriftsteller
- Ujević, Mate (1901–1967), kroatischer Schriftsteller und Verleger
- Ujević, Tin (1891–1955), kroatischer Schriftsteller und Dichter

### Ujf
- Ujfaluši, Tomáš (* 1978), tschechischer Fußballspieler und SportdirektorTomáš Ujfaluši (* 1978)

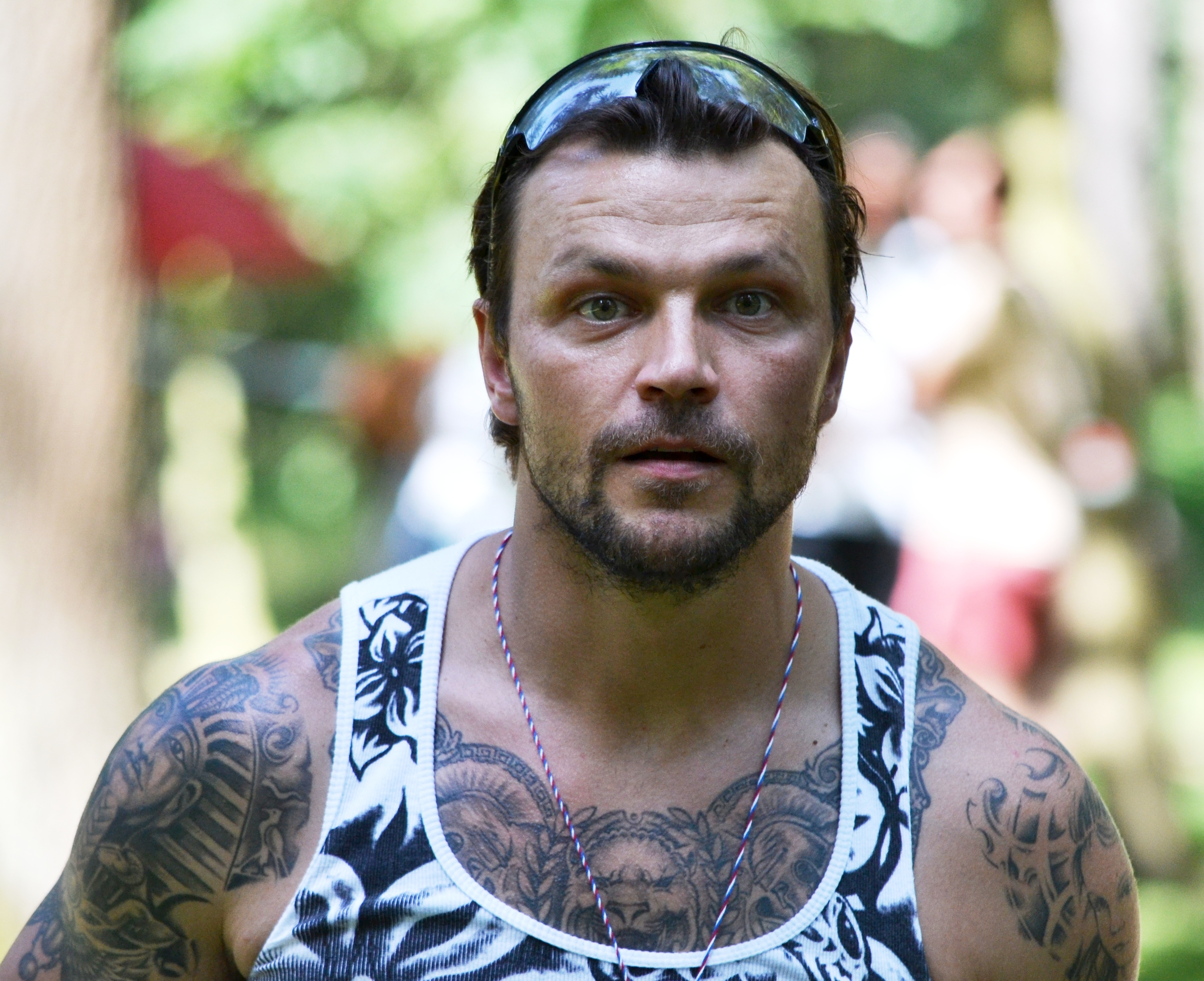
Tomáš Ujfaluši (* 1978)

- Újfalvy von Mezőkövesd, Károly (1842–1904), ungarisch-französischer Linguist, Ethnograph und Forschungsreisender

### Ujh
- Ujhelyi, István (* 1975), ungarischer Politiker
- Újhelyi, Sándor (* 1961), ungarischer Sprinter

### Uji
- Ujica, Andrei (* 1951), rumänischer Autor, Regisseur und Drehbuchautor
- Ujihara, Ryōji (* 1981), japanischer Fußballspieler
- Ujiie, Hideyuki (* 1979), japanischer Fußballspieler
- Ujiie, Takashi (* 1975), japanischer Fußballspieler
- Ujiri, Masai (* 1970), nigerianischer Basketballfunktionär

### Ujk
- Ujkaj, Admir (* 1993), albanischer Fußballspieler
- Ujkani, Samir (* 1988), kosovarischer Fußballspieler

### Ujl
- Ujlaki, Joseph (1929–2006), französischer Fußballspieler
- Ujlakiné-Rejtő, Ildikó (* 1937), ungarische Florettfechterin und Olympiasiegerin

### Ujt
- Ujtelky, Maximilián (1915–1979), tschechoslowakischer Schachspieler

### Ujv
- Ujvary, Liesl (* 1939), österreichische Schriftstellerin und Künstlerin der Wiener Postmoderne